# Wilhelm Trendelenburg
Ernst Wilhelm Theodor Trendelenburg (Rostock, 16 luglio 1877 – Tubinga, 1946) è stato un fisiologo tedesco.
Figlio di Friedrich Trendelenburg, fu docente all'università di Berlino dal 1927 al 1944; nel 1915 vinse il premio Lieben.